# Junus-bek Jevkurov
Junus-bek Bamatgirejevič Jevkurov (rusky Юну́с-Бек Баматгире́евич Евку́ров, ingušsky Е́вкурнаь́къан Ба́матгири Ю́нусбек; * 30. července 1963 Tarskoje) je ruský armádní generál a politik. V letech 2008–2019 stál v čele jihoruského Ingušska, do funkce ho jmenoval prezident Dmitrij Medveděv. Zúčastnil se mnoha konfliktů, v nichž Rusko hrálo klíčovou roli, včetně války v Kosovu a první čečenské války. Dne 22. června 2009 byl vážně zraněn po bombovém útoku na jeho kolonu ve městě Nazraň.
Jevkurov tvrdí, že se mu jako hlavě Ingušska podařilo stabilizovat kriminální situaci a dosáhnout pozitivních sociálních změn.
Prezident Vladimir Putin ho 8. července 2019 jmenoval náměstkem ministra obrany.

## Mládí
Jevkurov je původem Inguš. Narodil se 30. července 1963 v rolnické rodině. Má šest bratrů a šest sester. Vystudoval školu v Beslanu, která se později stala terčem teroristického útoku.